# فريديريك بواليه
فريديريك بواليه هو مؤلف قصص مصورة فرنسي وكاتب مقالات ومصور فوتوغرافي ولد يوم 16 يناير 1960 في إينال، وعاش وعمل في اليابان.

## الجوائز
- 2006 : جائزة بيتي روبرت في Quai des Bulles.[3]

## المذكرات و المراجع
1. ↑  Lambiek Comiclopedia | Frédéric Boilet (بالإنجليزية والهولندية), Lambiek, 1 Nov 1999, QID:Q51343652
2. ↑  BD Gest' | Frédéric Boilet (بالفرنسية), QID:Q2876969
3. ↑  "Saint-Malo, le port d'attache de la bande dessinée". Ouest-France. 5 novembre 2006. {{استشهاد بدورية محكمة}}: تحقق من التاريخ في: |تاريخ= (مساعدة).